# 神戸市立垂水小学校
神戸市立垂水小学校（こうべしりつ たるみしょうがっこう）は、兵庫県神戸市垂水区日向2丁目に所在する公立小学校。

## 沿革
- 1873年（明治6年）3月7日 - 西垂水村に徹道学校、東垂水村に垂水学校が創立。[1]
- 1877年（明治10年） - 徹道学校と垂水学校が合併し、垂水小学校と改称。
- 1887年（明治20年）4月1日 - 第五番学区垂水簡易小学校と改称。
- 1891年（明治24年）4月1日 - 垂水尋常小学校と改称。
- 1893年（明治26年）4月26日 - 高等科を併置し、垂水尋常高等小学校と改称。
- 1941年（昭和16年）4月1日 - 垂水国民学校と改称。
- 1941年（昭和16年）7月1日 - 垂水町が神戸市に編入され、神戸市垂水国民学校と改称。
- 1947年（昭和22年）4月1日 - 神戸市立垂水小学校と改称。
- 1952年（昭和27年）4月1日 - 神戸市立高丸小学校・神戸市立霞ケ丘小学校が分離独立。
- 1954年（昭和29年）4月1日 - 神戸市立東垂水小学校が分離独立。
- 1974年（昭和49年）4月1日 - 神戸市立千代が丘小学校が分離独立。

## 通学区域
- 神戸市垂水区[2]
  - 旭が丘1 - 2丁目、神田町、陸ノ町、高丸1丁目(1～5番)・2丁目(1～3番・4番5～19号)、天ノ下町、仲田1丁目(1～7番)・3丁目、日向1 - 2丁目、瑞ケ丘、宮本町、平磯1 - 4丁目、川原1丁目・2丁目(1番)・5丁目(1番)、坂上1 - 2丁目(1番)、中道1 - 2丁目(1番)、山手1丁目(4～8番)・2丁目(1・6番)

※卒業後は基本的に神戸市立垂水中学校に進学する。

## 校区周辺
- 垂水漁港
- 福田川
- レバンテ垂水
- イオン垂水店
- 垂水体育館

## 交通
- 山陽本線（JR神戸線）垂水駅より
- 山陽電気鉄道本線 山陽垂水駅より
- 山陽バス「垂水東口」より

## 通学区域が隣接している学校
- 神戸市立東垂水小学校
- 神戸市立高丸小学校
- 神戸市立千鳥が丘小学校
- 神戸市立千代が丘小学校
- 神戸市立霞ケ丘小学校